# SK플래닛 스타크래프트 프로리그 시즌 1
SK플래닛 스타크래프트 프로리그 시즌 1(SK Planet StarCraft Proleague Season 1)은 프로리그의 16번째 시즌이고 KeSPA 주관 대한민국 스타크래프트 프로리그로는 8번째시즌이며 SK플래닛의 스폰서로 진행되는 첫 번째 시즌이다. 또한 스타크래프트 1 종목으로만 벌어지는 마지막 프로리그이며, 차기 프로리그는 스타크래프트1과 스타크래프트 2로 병행하게 된다.

## 달라진 점
- 후원사가 신한은행 프로리그 2007부터 후원하기 시작한 신한은행에서 약 4년 만에 SK 플래닛으로 변경되었다.
- 위메이드 폭스, 화승 OZ, MBC게임 히어로가 전 시즌을 마지막으로 해체되었으므로, 해체한 3팀을 대신하여 제8프로게임단이 새로 창단되면서 이번 프로리그부터 새로 출전하였다. 그로 인해 이번 프로리그부터는 참가게임단이 10팀에서 8팀으로 축소되었다.
- MBC게임 해설자인 유대현, 이승원이 프로리그 개막하기 며칠 전에 온게임넷으로 이적하였다.
- MBC게임이 음악채널로 전환됨에 따라 프로리그 중계를 포기하게 되면서 이번 프로리그부터 온게임넷에서 독점중계하게 되었다.
- 이번 프로리그부터는 모든 경기가 5판 3선승제로 치러졌고, 마지막 경기에서는 논란이 있었던 에이스결정전이 폐지되었다.[1] 
 (단, 포스트시즌과 결승전에서는 7판 4선승제로 치러지며, 에이스결정전이 적용되었다.)
- 2011년 12월 17일부터 기존의 선수 선정bgm이 선수 소개곡으로 등장하였다.

## 리그개요

### 리그 일정
- 전체 일정 : 2011년 11월 26일 ~ 2012년 4월 8일

1라운드(T스토어 라운드) 일정 : 2011년 11월 26일 ~ 2012년 1월 1일
2라운드(11번가 라운드) 일정 : 2012년 1월 3일 ~ 2012년 2월 11일
3라운드(호핀 라운드) 일정 : 2012년 2월 12일 ~ 2012년 3월 14일
- 프로리그 포스트시즌 일정

준플레이오프 : 2012년 3월 17일 ~ 2012년 3월 20일
플레이오프 : 2012년 3월 24일 ~ 2012년 3월 27일
결승전 : 2012년 4월 8일

### 리그중계진
- 토요일 1경기 : 전용준, 김정민, 이승원
- 토요일 2경기 : 성승헌, 우승기, 유대현
- 일요일 1경기 : 전용준, 김정민, 박태민
- 일요일 2경기 : 정소림, 김정민, 우승기
- 화요일 : 전용준, 박태민, 이승원
- 수요일 : 성승헌, 유대현, 우승기

## 시즌화제
- 12월 2째주 경기는 WCG 2011과 연계되어 부산 벡스코에서 개최된다.
- 각 라운드의 애칭은 SK플래닛의 브랜드명인 T스토어, 11번가, 호핀라운드로 불리게 된다.
- 2라운드 3주차 3경기 CJ와 제8게임단의 3세트 이경민과 김재훈의 대결 중 양 선수가 이길 수 없는 상황이 만들어져 시즌 첫 무승부를 기록하였다. (공식전 통산 17번째)
- 2라운드 5주차 4경기 KT와 공군의 경기에서 KT 롤스터가 프로리그 팀 최초 200승을 달성하였다,
- 3라운드 3주차 2경기 웅진과 KT의 4세트 노준규와 황병영의 대결 중 황병영선수의 PC문제로 드랍현상이 발행하여 해당경기 무효경기 처리 후 재경기를 실시하였다.

## 시즌 순위
| 순위 | 팀            | 경기수 | 승 | 패 | 승률  | 득실점 | 개인승 | 개인패 | 벌점 | 포스트 시즌    |
| ---- | ------------- | ------ | -- | -- | ----- | ------ | ------ | ------ | ---- | -------------- |
| 1    | SK텔레콤 T1   | 21     | 13 | 8  | 61.9% | 18     | 51     | 33     |      | 결승전 직행    |
| 2    | 삼성전자 칸   | 21     | 13 | 8  | 61.9% | 5      | 45     | 40     |      | 플레이오프     |
| 3    | KT 롤스터     | 21     | 12 | 9  | 57.1% | 11     | 50     | 39     |      | 4강 플레이오프 |
| 4    | CJ 엔투스     | 21     | 11 | 10 | 52.4% | 4      | 44     | 40     |      | 4강 플레이오프 |
| 5    | 웅진 스타즈   | 21     | 11 | 10 | 52.4% | -5     | 45     | 49     | 1    |                |
| 6    | STX SouL      | 21     | 10 | 11 | 47.6% | -6     | 43     | 49     |      |                |
| 7    | 제8프로게임단 | 21     | 8  | 13 | 38.1% | -7     | 41     | 47     | 1    |                |
| 8    | 공군 ACE      | 21     | 6  | 15 | 28.6% | -22    | 31     | 53     |      |                |

## 결과
순위:[승률]→[다승]→[득실차] 순